# Équipe de Thaïlande féminine de handball
L'équipe de Thaïlande de handball féminin représente la Fédération de Thaïlande de handball lors des compétitions internationales, notamment aux tournois olympiques et aux championnats du monde.
Elle a participé à une reprise aux championnats du monde, en  2009.

## Palmarès

### Parcours auxJeux Olympiques[1]
- aucune qualification

### Parcours auxchampionnats du monde[2]
- 2009 : 21e

### Parcours auxchampionnats d'Asie
- 2008 :  4e
- 2010 :  7e

Source : Fédération asiatique de handball

### Parcours auxJeux asiatiques
- 1990 : non qualifiée
- 1994 : non qualifiée
- 1998 : 6e
- 2002 : non qualifiée
- 2006 : 7e